# Beate (potatissort)
Beate är en norsk potatissort med rödaktigt skal och vitt kött. Formen är rundoval, något platt.